# Flersheim (Adelsgeschlecht)

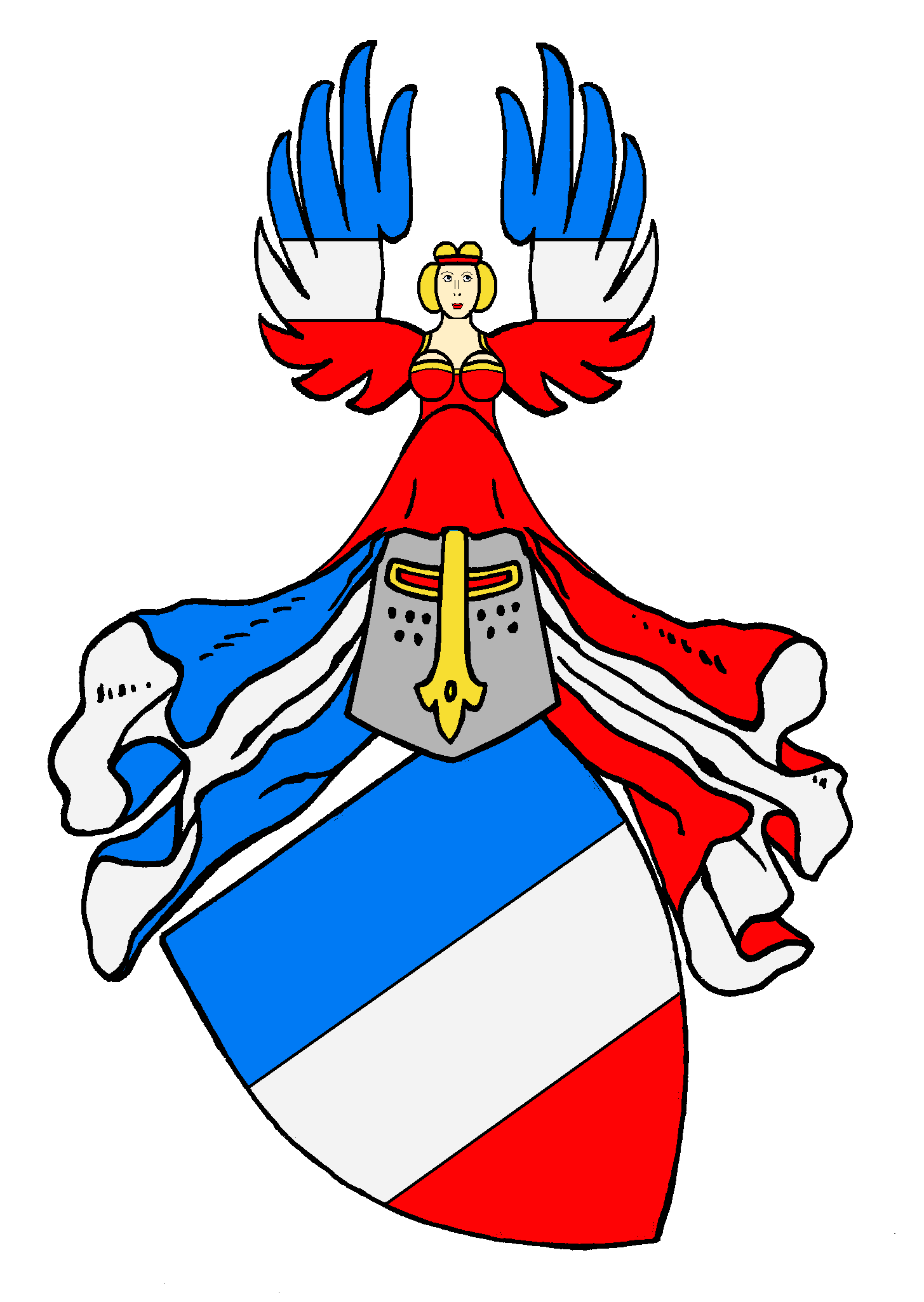
Stammwappen derer von Flersheim, genannt „Monsheimer“

Das Geschlecht von Flersheim zählte im Mittelalter und in der frühen Neuzeit zum niederen Adel im südwestdeutschen Raum. Die meisten seiner Besitzungen lagen im linksrheinischen Teil der historischen Kurpfalz, der heute zum Land Rheinland-Pfalz gehört.

## Ursprung
Die genealogischen Zusammenhänge der Flersheimer zu Beginn des 14. Jahrhunderts sind sehr unsicher. Das Geschlecht stammte seinem Namen nach aus dem damals kurpfälzischen, heute rheinhessischen Flörsheim-Dalsheim nahe der heutigen Grenze zur nordöstlichen Pfalz.
Die Flersheimer waren wohl ursprünglich Ministerialen der Bischöfe von Worms und verwalteten Güter im heutigen Ortsteil Nieder-Flörsheim, der etwa 10 km westlich von Worms liegt. Im 15. Jahrhundert standen sie vor allem in Diensten der Pfälzer Kurfürsten. Mehrere Generationen lang waren sie deren Amtmänner in Lautern. Ihr Familienname erlosch 1655.

## Wappen

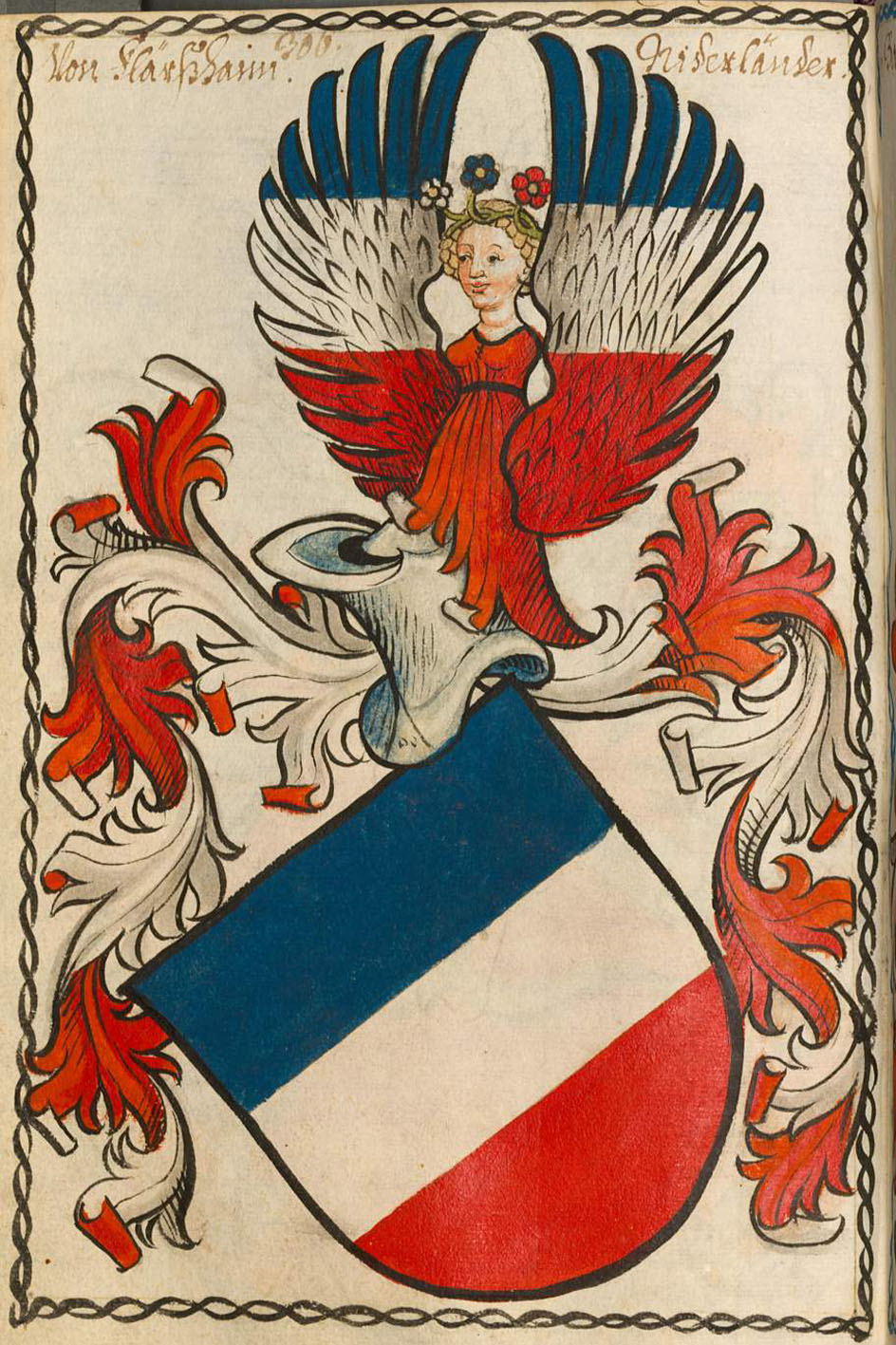
Wappen im Scheiblerschen Wappenbuch (um 1450/80)

Das Stammwappen ist blau-silbern-rot geteilt. Auf dem Helm mit blau-silbernen/rot-silbernen Helmdecken eine wachsende Jungfrau mit rotem Gewand und rotem Stirnband, statt der Arme zwei blau-silbern-rot geteilte Flügel.

## Besitzungen
Die Besitzungen der Familie lagen hauptsächlich linksrheinisch im heutigen Bundesland Rheinland-Pfalz, zum geringen Teil auch rechtsrheinisch im nordbadischen Kraichgau (Baden-Württemberg). Die Stammburg in Nieder-Flörsheim ist 1597 als Wohnturm bezeichnet. Er steht mit der heutigen Anschrift Alzeyer Str. 25 seit dem 19. Jahrhundert in privatem Eigentum. Zum örtlichen Besitztum gehörte zudem ein heute abgegangenes Hofgut in der Pfarrgasse 7. Durch Heiraten, Erbgänge oder Kauf wurde weiteres Eigentum erworben, u. a. in folgenden Ortschaften:
- Ellerstadt (Ortsherrschaft mit Blutgerichtsbarkeit)
- Grombach (Ortsherrschaft)
- Laumersheim (Schloss Laumersheim; ehemalige Wasserburg)
- Mehlingen (ehemaliger Sickingen’scher Hof)
- Neuhemsbach (Ortsherrschaft)
- Trippstadt (Burg Wilenstein)
- Trippstadt-Aschbacherhof (Herrenhaus)

## Vertreter

### Ritter Friedrich (I.) von Flersheim
Friedrich (I.) (um oder vor 1396 bis 1473), verheiratet mit Margarete von Randeck, stand mehrere Jahrzehnte, mindestens von 1415 bis nach 1459, im Dienste der Pfalzgrafen bei Rhein sowie des ungarisch-deutschen Königs und späteren Kaisers Sigmund. Von 1415 bis 1417 begleitete Friedrich den Kurfürsten Ludwig III. zum Konzil von Konstanz, half wahrscheinlich bei der Verbrennung des Reformators Jan Hus (1415) und nach eigener Bekundung 1416 bei der Verlegung des gefangenen und abgesetzten Papstes Johannes XXIII. von Heidelberg nach Mannheim. Mindestens zweimal, 1421 und 1428, kämpfte er in Nordwestböhmen und in Mähren gegen die Hussiten und geriet zweimal in deren Gefangenschaft. 1428/29 war er Teil eines komplizierten Gefangenenaustauschs zwischen mährischen Hussiten und König Sigmund; wahrscheinlich fungierte er als dessen vertraulicher Briefbote bei Verhandlungen. 1428 in der Schlacht bei der Donaufestung Golubac (an der Grenze zu Rumänien vor dem Eisernen Tor) gegen die Türken unter Sultan Murad II. machte er sich einen Namen als Gefolgsmann und angeblicher Lebensretter König Sigmunds.
Friedrich begleitete den Pfalzgrafen Ludwig III., als dieser 1426/27 eine Pilgerreise nach Jerusalem unternahm, wo er zum Ritter vom Heiligen Grab geschlagen wurde. Nach eigenen Angaben kämpfte er 1420 in Frankreich (Melun und 1431 Bulgnéville) sowie verschiedentlich im Elsass, war mindestens viermal beim Deutschen Orden in Preußen, möglicherweise 1428 auch in Litauen und Russland (Nowgorod und Pskow), sowie 1444 zweimal als Pfälzischer Gesandter beim französischen Dauphin und König wegen der Armagnaken. Im Auftrag König Sigmunds sollte er 1429 einen Ritterbund wie den des St. Jörgenschilds im Wasgau und am Oberrhein gründen helfen.
Etwa drei Jahrzehnte lang war Friedrich pfälzischer Amtmann und Burgmann in Lautern. Zwei seiner vier Söhne waren Hans und Friedrich (II.), den anderen verschaffte er kirchliche Pfründen in Worms und Trier. Friedrichs Halbschwester Adelheid von Langenau war verheiratet mit Friedrich von Greiffenclau zu Volraths (1401–1462), einem engen Freund und Kameraden Friedrichs, der nach der Flersheimer Chronik, einer Handschrift mit familiengeschichtlichen Aufzeichnungen (siehe Abschnitt Literatur), der Ahnherr aller späteren Greiffenclauer wurde.
Friedrich wurde im Familiengrab in der Lauterer Stiftskirche bestattet, für das es ein Epitaph des Bischofs Philipp von Flersheim, seines Enkels, aus dem Jahr 1530 gab, von dem heute nur noch zwei restaurierte Bruchstücke im Keller des Gemeindehauses erhalten sind.

### Ritter Friedrich (II.) von Flersheim
Friedrich (II.) († 1477), einer der Söhne Friedrichs (I.), stand zu Beginn in den Diensten der Pfalzgrafen bei Rhein und später des burgundischen Herzogs Karl des Kühnen. Er war dessen Kammerherr und „bailli“ (Amtmann) in der Deutschordensballei Lothringen. Mit Karl zusammen kämpfte er erfolgreich am Niederrhein und fiel wie dieser 1477 in der Schlacht bei Nancy. Aus seinem Vermögen konnten die Schulden seines Vaters Friedrich (I.) beglichen werden.

### Ritter Hans (I.) von Flersheim

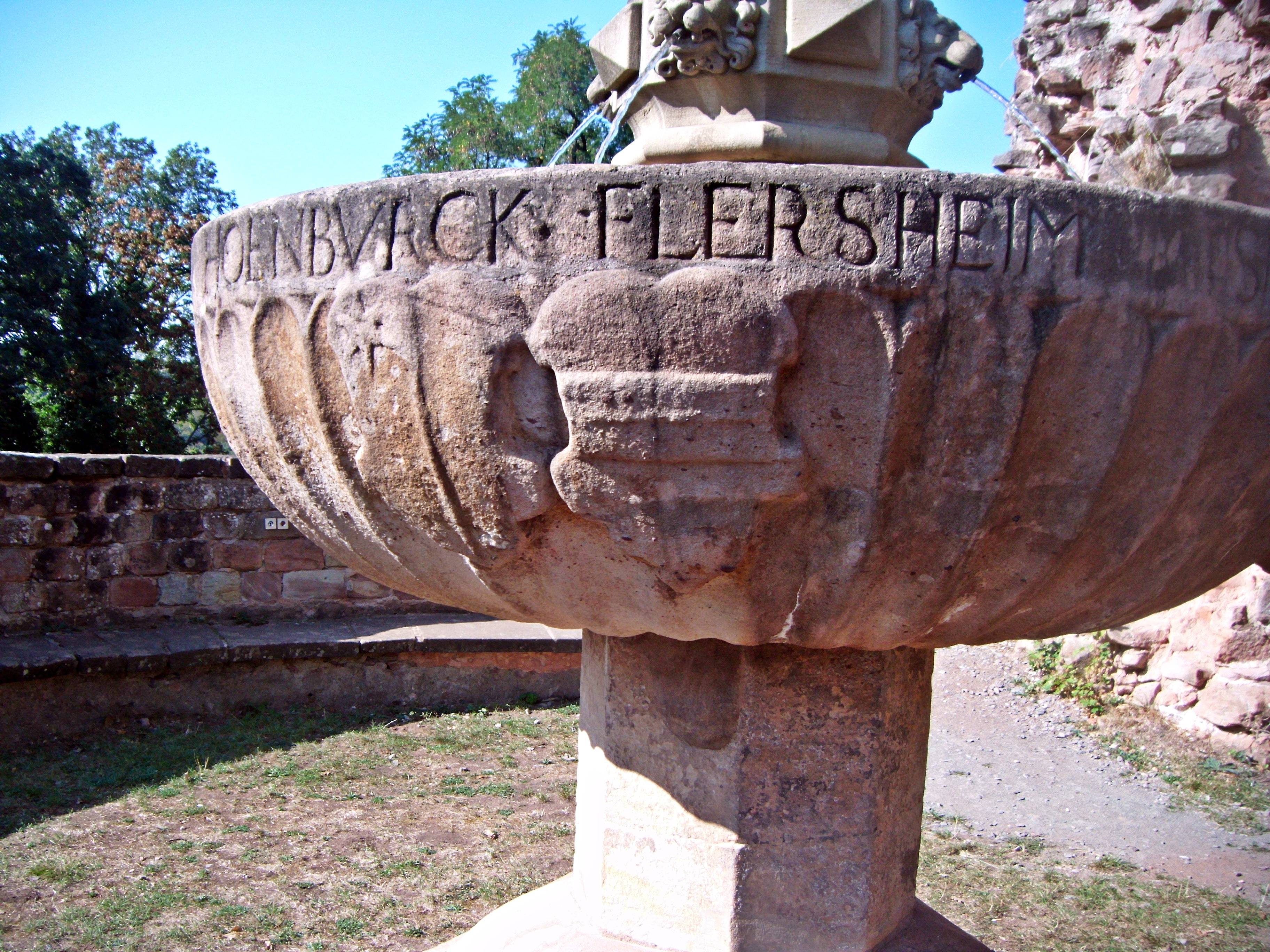
Burg Nanstein, Flersheimer Wappen an Brunnenschale des 16. Jahrhunderts

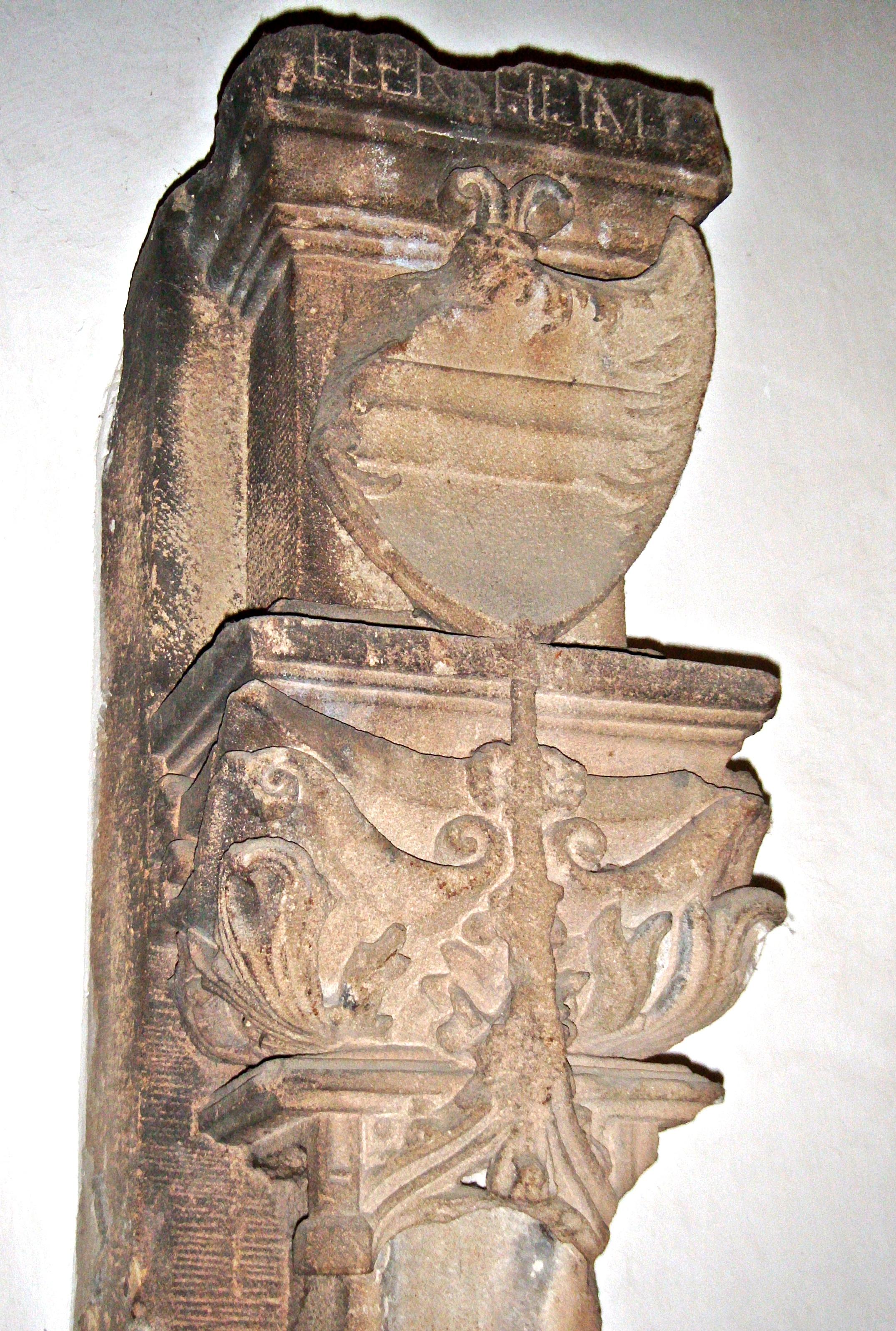
Flersheimer Wappen im Speyerer Dom (Spolie, vermutlich vom Grabmal des Bischofs Philipp von Flersheim)

Hans (I.) (* 8. Juli 1440; † 1519), ebenfalls einer der Söhne Friedrichs (I.), fungierte wie sein Vater etwa drei Jahrzehnte als kurpfälzischer Amtmann im Oberamt Lautern, welches das heutige Kaiserslautern samt Umgebung verwaltete. Zudem bekleidete er im Deutschen Orden von 1477 bis 1489 das Amt des Landkomturs in der Ballei Lothringen, die sich bis in die heutige Vorderpfalz erstreckte. Nach dem Tode seines Bruders Friedrich (II.) war er viele Jahre im Gefolge des Kaisers Maximilian; dieser schenkte ihm 1519 kurz vor seinem Tode das wertvolle Buch Theuerdank.
1492 ließ Hans eine Wasserburg auf dem Gelände des heutigen Schlosses Laumersheim erbauen. Das vorderpfälzische Dorf war einer der Stammsitze des Geschlechtes. Hans war verheiratet mit Ottilie Kranich von Kirchheim. Zu ihren Kindern zählten der spätere Speyerer Fürstbischof Philipp (1481–1552) und seine Schwester Hedwig von Flersheim († 1516), Gattin des berühmten Ritters Franz von Sickingen.

### Bischof Philipp von Flersheim
Philipp (1481–1552), Sohn des Hans von Flersheim und der Ottilie Kranich von Kirchheim, war von 1529 bis zu seinem Tod Bischof von Speyer und ab 1546 zudem Fürstpropst des Klosters Weißenburg. Kaiser Maximilian und den Pfalzgrafen bei Rhein diente er als Berater. Er war der Auftraggeber der Flersheimer Chronik, die er für seine Verwandten diktierte (s. Abschnitt Literatur).

### Hedwig von Flersheim
Hedwig († 1516), Tochter des Hans von Flersheim und der Ottilie Kranich von Kirchheim, heiratete um 1500 (verschiedene Quellen nennen 1498, 1499 bzw. 1502) den einflussreichen Ritter Franz von Sickingen. Sie starb bei der Geburt des siebten Kindes.

### Friedrich von Flersheim

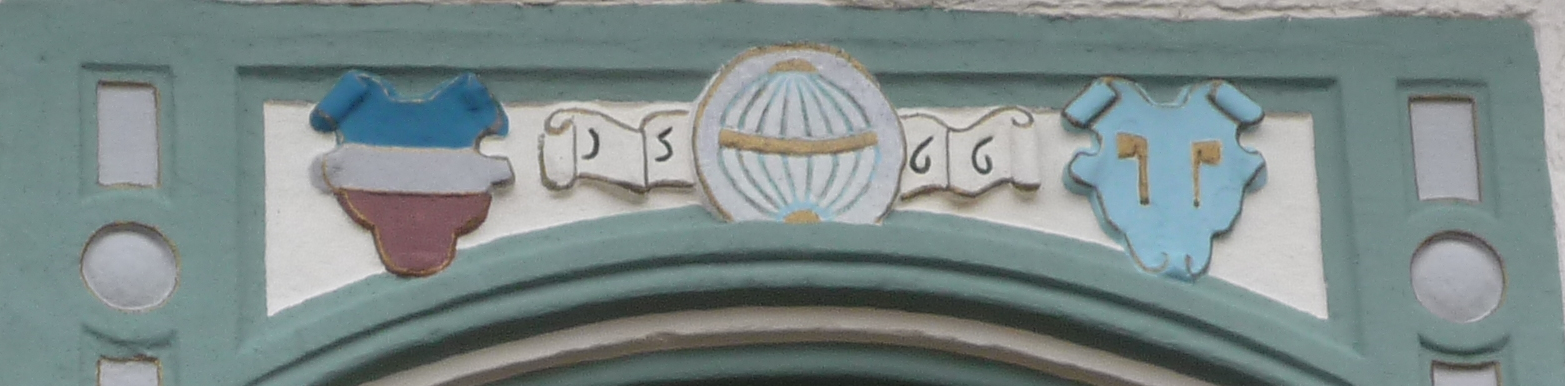
Portalsturz von 1566 mit Allianzwappen Flersheim (links) und Sturmfeder von Oppenweiler (rechts)

Friedrich († 1575), Burggraf von Alzey, Sohn des Bechtolf von Flersheim († 1547) und der Elisabeth von Helmstatt, war der Nachcousin Bischof Philipps von Flersheim und vermählt mit Amalia Sturmfeder von Oppenweiler. Das Ehepaar erwarb 1564 den Aschbacherhof bei Trippstadt. Am dortigen Herrenhaus ist ein Türsturz mit der Jahreszahl 1566 und dem Allianzwappen des Paares erhalten.

### Ritter Gerhard von Flersheim
Gerhard, genannt „Monsheimer“ (nach der Nachbargemeinde), seltener auch „Montzheimer“, lebte um 1492. Er gehörte zu einem Seitenzweig der Flersheimer und war Vater eines Hans von Flersheim, der ebenfalls „Monsheimer“ genannt wurde.

## Weitere Adelsgeschlechter in der Region
- Affenstein
- Leiningen
- Lerch von Dirmstein
- Leyser von Lambsheim
- Nagel von Dirmstein
- Sturmfeder von Oppenweiler
- Von der Hauben